# Misodendron punctulatum
Misodendron punctulatum är en tvåhjärtbladig växtart som beskrevs av Joseph Banks, Soland. och Forst. f.. Misodendron punctulatum ingår i släktet Misodendron och familjen Misodendraceae. Inga underarter finns listade i Catalogue of Life.